# Louisa Island
Louisa Island è un'isola situata a sud della Tasmania (Australia) nel mar di Tasman. L'isola appartiene alla municipalità di Huon Valley, una delle Local government area della Tasmania e si trova all'interno del Southwest National Park che a sua volta fa parte della Tasmanian Wilderness World Heritage Area.

## Geografia
Louisa Island si trova nella Louisa Bay sulla costa meridionale della Tasmania. Ha un'area di 0,23 km² e ha un'altezza di 80 m. Con la bassa marea, l'isola è unita alla terraferma da una striscia di sabbia lunga 250 metri.

### Flora e fauna
L'isola è in parte boscosa e le principali specie presenti sono: l'Eucalyptus nitida e l'Eucalyptus ovata; il sottobosco è composto di Leptospermum scoparium, Melaleuca squarrosa e Pteridium.
L'isola è stata identificata come Important Bird Area per l'importanza nella riproduzione delle specie. Tra gli uccelli marini e i trampolieri che si riproducono sull'isola c'è il pinguino minore blu (650 coppie), la berta codacorta (206 000 coppie), il prione fatato (400 coppie), il petrello tuffatore comune (1600 coppie), il gabbiano del Pacifico, la beccaccia di mare orientale e la beccaccia di mare fuligginosa. Tra i mammiferi si segnala il pademelon della Tasmania e il potoroo dal naso lungo. Tra i rettili: il Niveoscincus metallicus.